# 萨尔杜埃罗
萨尔杜埃罗，是西班牙卡斯蒂利亚-莱昂索里亚省的一个市镇。总面积3平方公里，总人口188人（2001年），人口密度63人/平方公里。